# Югино
Ю́гино — деревня в Шатурском муниципальном районе Московской области, в составе сельского поселения Пышлицкое. Расположена в юго-восточной части Московской области. Входит в культурно-историческую местность Ялмать. Деревня известна с 1638 года.
Население — 36 чел. (2013).

## Название
В писцовой книге Владимирского уезда 1637—1648 гг. и в материалах Генерального межевания 1790 года упоминается как Мозгово. В XIX веке в письменных источниках употребляются следующие названия: Юдина, Мозгова (карты 1850 года), Югино (Юдино) (1862 год), Югина (1868 год), Юдина (карта 1871 года), Югина, Мозгово (1887 год) и Югино (Мозгино) (1906 год).
Название связано с некалендарным личным именем Юга или фамилией Югин.

## Физико-географическая характеристика

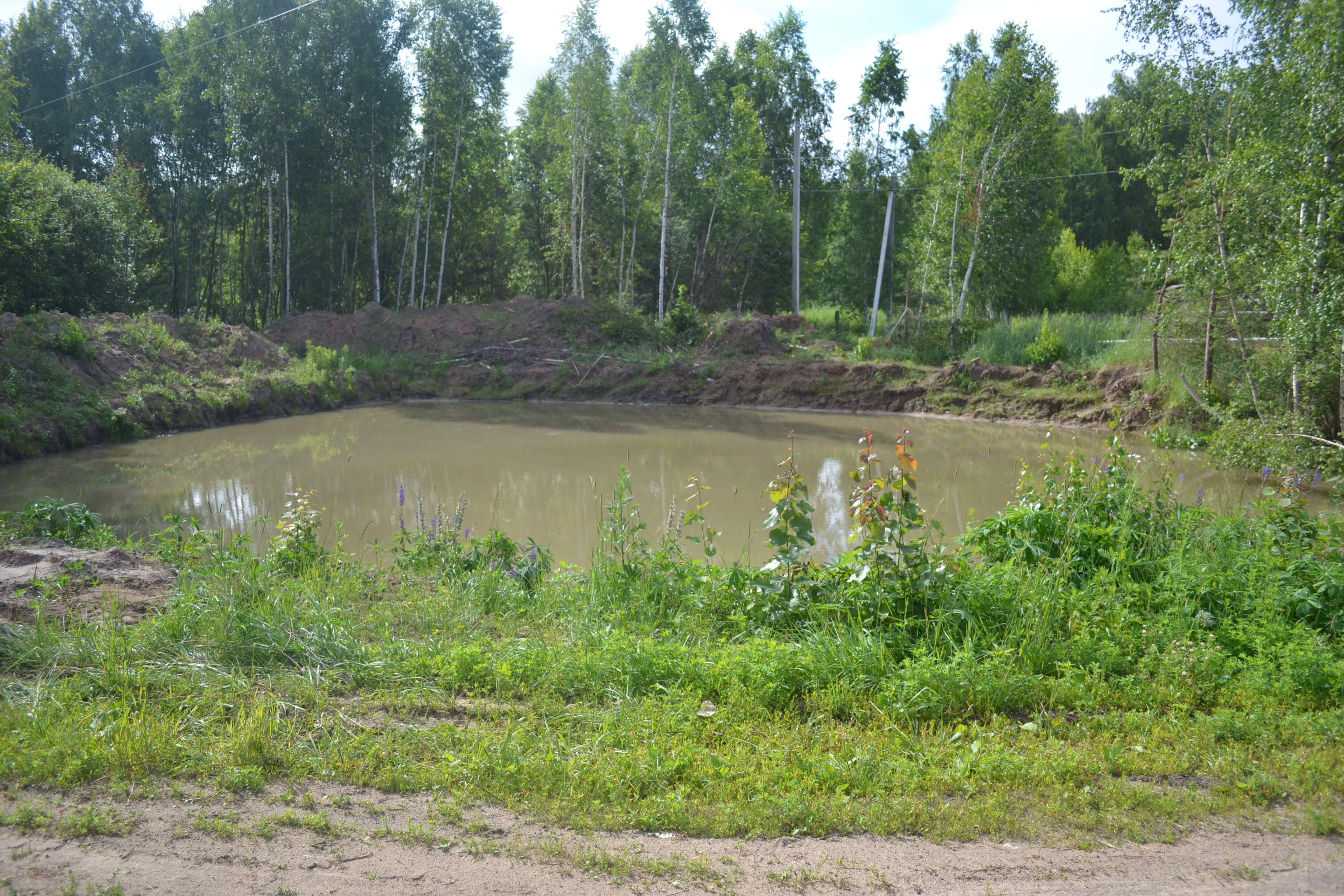
Пруд в деревне Югино

Деревня расположена в пределах Мещёрской низменности, относящейся к Восточно-Европейской равнине, на высоте 119 м над уровнем моря. Рельеф местности равнинный. К северу от деревни находится лесной массив, называемый Максимка. В северо-восточном направлении от Югино до Воропино протянулись Горбачишины луга.
Деревня состоит из 4 улиц — Лесная, Луговая, Центральная и Южная.
По автомобильной дороге расстояние до МКАД составляет около 163 км, до районного центра, города Шатуры, — 61 км, до ближайшего города Спас-Клепики Рязанской области — 22 км, до границы с Рязанской областью — 6 км. Ближайший населённый пункт — посёлок санатория «Озеро Белое», расположенный в 0,5 км к югу от деревни.
Деревня находится в зоне умеренно континентального климата с относительно холодной зимой и умеренно тёплым, а иногда и жарким, летом. В окрестностях деревни распространены дерново-подзолистые почвы с преобладанием суглинков и глин.
В деревне, как и на всей территории Московской области, действует московское время.

## История

### С XVII века до 1861 года
В XVII веке деревня Югино входила в Тереховскую кромину волости Муромское сельцо Владимирского уезда Замосковного края Московского царства. Первым известным владельцем деревни был Сафон Оплечуев. В 7146 (1637/38) году Фёдор Степанович Обольянинов, принадлежавший к дворянскому роду Обольяниновых, получил деревню в поместье. В писцовой книге Владимирского уезда 1637—1648 гг. Югино описывается как деревня на суходоле с одним двором, при деревне имелись пахотные земли среднего качества и сенокосные угодья: «Деревня Мозгово на суходоле, а в ней двор крестьянин Дорофейко Андреев да брат его Родка, прозвище Дружинка, у Дорофейки дети Галактионка да Ивашко, у Родки дети два Мишки да Изотко, да племянник их Исачко Дмитриев. Пашни паханые, середние земли восемнадцать четвертей, да лесом поросло десять четвертей без полосьмины в поле, а в дву по тому ж; сена около поль семьдесят копен».
Поместье Ф. С. Обольянинова перешло к его двоюродному брату Пимену Ивановичу Обольянинову.

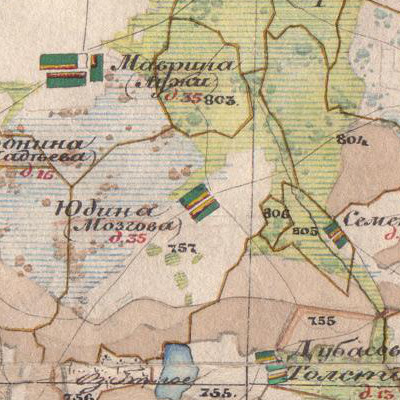
Деревня Югино на карте 1850 года

В результате губернской реформы 1708 года деревня оказалась в составе Московской губернии. После образования в 1719 году провинций деревня вошла во Владимирскую провинцию, а с 1727 года — во вновь восстановленный Владимирский уезд.
В 1778 году образовано Рязанское наместничество (с 1796 года — губерния). Впоследствии вплоть до начала XX века Югино входило в Егорьевский уезд Рязанской губернии.
В Экономических примечаниях к планам Генерального межевания, работа над которыми проводилась в 1771—1781 гг., деревня описана следующим образом: «Деревня Мозгово Василия Васильева сына Зыбина (25 дворов, 54 мужчины, 55 женщин). На суходоле, при колодезях. Земля иловатая, хлеб и покосы средственны, лес дровяной, крестьяне на оброке».
В последней четверти XVIII века деревня принадлежала секунд-майору Василию Васильевичу Зыбину, в 1797 году — Даниле Ивановичу Скобёлкину. В 1812 году деревней владел Д. И. Скобелкин.
В Отечественной войне 1812 года погибли два жителя деревни — ополченцы Петров Борис, 32 лет и Матвеев Дементий, 40 лет.
По данным X ревизии 1858 года, деревня принадлежала коллежской секретарше Варваре Александровне Моллер.
По сведениям 1859 года Югино (Юдино) — владельческая деревня 1-го стана Егорьевского уезда по левую сторону Касимовского тракта, при колодцах.
На момент отмены крепостного права владельцем деревни был помещик Шкот.

### 1861—1917
После реформы 1861 года из крестьян деревни было образовано одно сельское общество, которое вошло в состав Дерсковой волости.
В 1885 году был собран статистический материал об экономическом положении селений и общин Егорьевского уезда. В деревне было общинное землевладение. Земля была поделена по работникам. Покосы делились ежегодно. В общине был как дровяной, так и строевой лес. Лес рубили в случае наличия потребности. На топливо хватало своего леса. Надельная земля находилась в одной меже. Сама деревня находилась в середине надельной земли. Дальние полосы отстояли от деревни в 1 версте. Длина душевых полос от 5 до 50 сажень, а ширина от 1 до 2 аршин. Кроме надельной земли, у крестьян имелась также купчая земля, разделённая на 112 душ.
Почвы были песчаные и супесчаные, пашни — низменные и бугроватые. Покосы высокие среди полей и по мелколесью. Прогоны не везде удобные. В общине имелась глина, из которой делали кирпичи. В деревне и полях было 4 рытых пруда, а также почти у каждого двора колодцы. Своего хлеба не хватало, поэтому его покупали в селе Спас-Клепиках и Дмитровском Погосте. Сажали рожь, овёс, гречиху и картофель. У крестьян было 40 лошадей, 89 коров, 193 овцы, 69 свиней, а также 50 плодовых деревьев и 38 колодок пчёл. Избы строили деревянные, крыли деревом и железом, топили по-белому.
Деревня входила в приход села Фрол (Радушкино). Ближайшая школа находилась при Дерсковском волостном правлении, но из-за дальности расстояния дети из деревни в неё почти не ходили. В самой деревне имелась одна мельница. Главным местным промыслом было вязание сетей для рыбной ловли, которым занимались исключительно женщины. Несколько мужчин занимались шитьем русского платья, один крестьянин делал и продавал кирпичи. Но главным промыслом среди мужчин было плотничество. Из 77 плотников, 40 уходили на заработки в Москву, Петровск и в другие города, а 37 человек работали в Егорьевске.
По данным 1905 года в деревне была одна ветряная мельница, одна чайная лавка и 3 кирпичных завода. Ближайшее почтовое отделение и земская лечебница находились в селе Дмитровский Погост.

### 1917—1991
В 1919 году деревня Югино в составе Дерсковской волости была передана из Егорьевского уезда во вновь образованный Спас-Клепиковский район Рязанской губернии. В 1921 году Спас-Клепиковский район был преобразован в Спас-Клепиковский уезд, который в 1924 году был упразднён. После упразднения Спас-Клепиковского уезда деревня передана в Рязанский уезд Рязанской губернии. В 1925 году произошло укрупнение волостей, в результате которого деревня оказалась в укрупнённой Архангельской волости. В ходе реформы административно-территориального деления СССР в 1929 году деревня вошла в состав Дмитровского района Орехово-Зуевского округа Московской области. В 1930 году округа были упразднены, а Дмитровский район переименован в Коробовский.
В 1930 году деревня Югино входила в Мавринский сельсовет Коробовского района Московской области.
В начале 30-х годов в деревне был организован колхоз им. газеты «Известия ЦИК СССР». Известные председатели колхоза: Боркин (1933—1934 гг.), Аристархов (1934 год), Анатольева О. (декабрь 1934—1935, 1942 гг.), Арзамазова (1942 год), Анатольева (1946, 1948, 1950 гг.).
Во время Великой Отечественной войны в армию были призваны 34 жителя деревни. Из них 8 человек погибли, 10 пропали без вести. Уроженец деревни, Борисов Сергей Емельянович (1919 г.р.), был призван в 1939 году, служил в 107-м пограничном полке; демобилизован в 1946 году в звании ефрейтора; награждён орденом Отечественной войны II степени, медалями «За взятие Кёнигсберга» и «За победу над Германией».

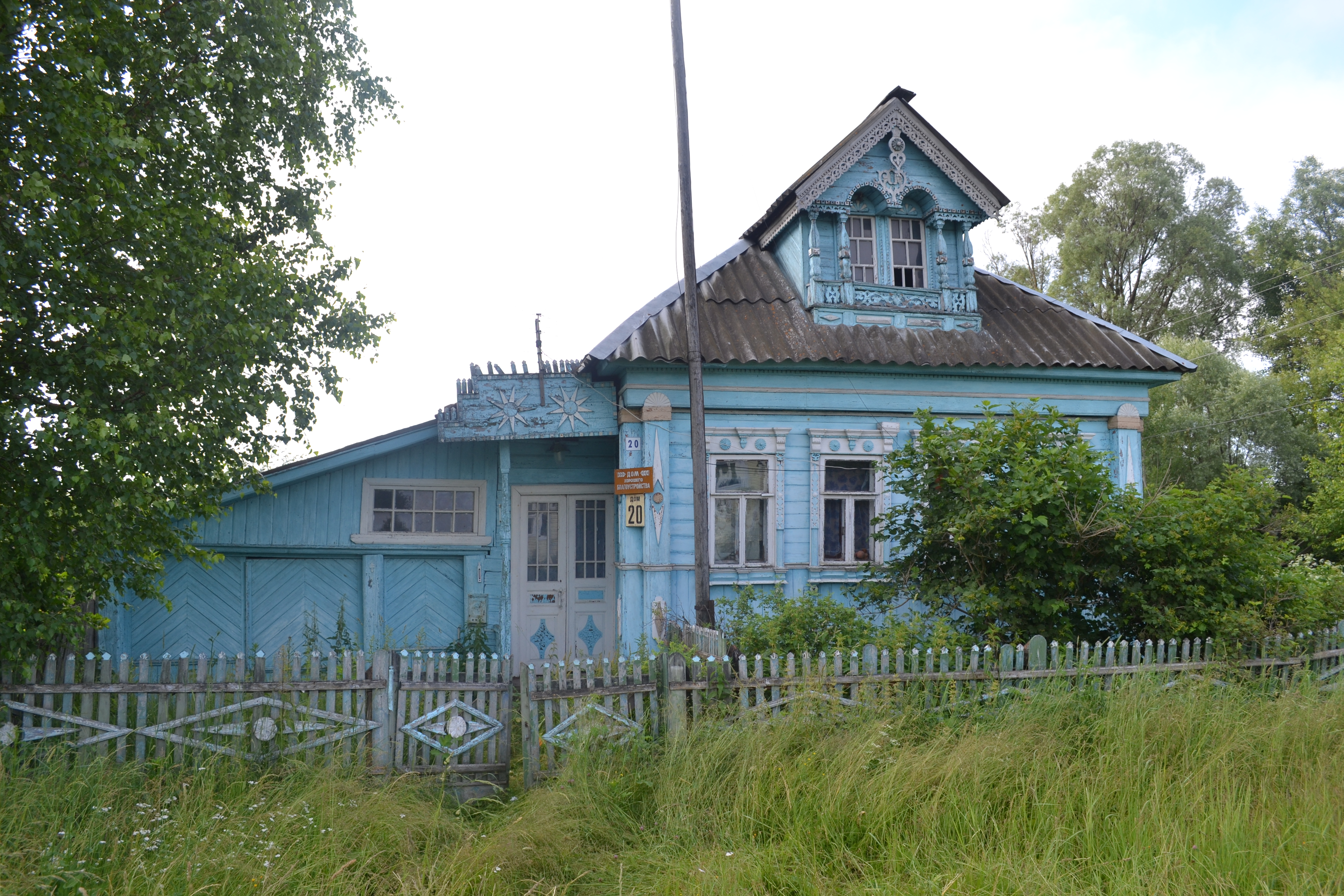
Дом в деревне

В 1951 году было произведено укрупнение колхозов, в результате которого деревня Югино вошла в колхоз «Новая жизнь», впоследствии в ходе второго укрупнения в 1958 году деревня вошла в колхоз им. Кирова.
В 1954 году Мавринский сельсовет был упразднён, а деревня вошла в состав Дубасовского сельсовета. В 1959 году деревня была передана из упразднённого Дубасовского сельсовета в Пышлицкий сельсовет.
3 июня 1959 года Коробовский район был упразднён, Пышлицкий сельсовет передан Шатурскому району.
В 1960 году был создан совхоз «Пышлицкий», в который вошли все соседние деревни, в том числе Югино.
С конца 1962 года по начало 1965 года Югино входило в Егорьевский укрупнённый сельский район, созданный в ходе неудавшейся реформы административно-территориального деления, после чего деревня в составе Пышлицкого сельсовета вновь передана в Шатурский район.
До 1977 года дети из деревни Югино посещали школу в деревне Маврино.

### С 1991 года
В феврале 1992 года из Пышлицкого сельсовета выделен Белоозёрский сельсовет, в состав которого вошло Югино. В 1994 году в соответствии с новым положением о местном самоуправлении в Московской области Белоозёрский сельсовет был преобразован в Белоозёрский сельский округ. В 2004 году Белоозёрский сельский округ был упразднён, а его территория включена в Пышлицкий сельский округ. В 2005 году образовано Пышлицкое сельское поселение, в которое вошла деревня Югино.

## Население
| 1790 | 1812 | 1858 | 1859 | 1868 | 1885 | 1905 |
| ---- | ---- | ---- | ---- | ---- | ---- | ---- |
| 109  | ↗178 | ↗243 | ↗245 | ↗255 | ↗371 | ↗431 |
| 1970 | 1993 | 2002 | 2006 | 2010 | 2011 | 2013 |
| ↘100 | ↘42  | ↘26  | ↘23  | ↗31  | ↗32  | ↗36  |

Первые сведения о жителях деревни встречаются в писцовой книге Владимирского уезда 1637—1648 гг., в которой учитывалось только податное мужское население (крестьяне и бобыли). В деревне Мозгово был один крестьянский двор, в котором проживало 8 мужчин.
В переписях за 1790, 1812, 1858 (X ревизия), 1859 и 1868 годы учитывались только крестьяне. Число дворов и жителей: в 1790 году — 25 дворов, 54 муж., 55 жен.; в 1812—178 чел.; в 1850 году — 35 дворов; в 1858 году — 112 муж., 131 жен.; в 1859 году — 39 дворов, 112 муж., 133 жен.; в 1868 году — 40 дворов, 125 муж., 130 жен.
В 1885 году был сделан более широкий статистический обзор. В деревне проживал 371 крестьянин (59 дворов, 181 муж., 190 жен.), из 58 домохозяев двое не имели своего двора, а у троих было две и более избы. На 1885 год грамотность среди крестьян деревни составляла 12 % (45 человек из 371), также 8 мальчиков посещали школу.
В 1905 году в деревне проживал 431 человек (66 дворов, 201 муж., 230 жен.), в 1970 году — 48 дворов, 100 чел.; в 1993 году — 40 дворов, 42 чел.; в 2002 году — 26 чел. (13 муж., 13 жен.).
По результатам переписи населения 2010 года в деревне проживало 31 человек (13 муж., 18 жен.), из которых трудоспособного возраста — 19 человек, старше трудоспособного — 10 человек, моложе трудоспособного — 2 человека.
Жители деревни по национальности в основном русские (по переписи 2002 года — 88 %).
Деревня входила в область распространения Лекинского говора, описанного академиком А. А. Шахматовым в 1914 году.

## Социальная инфраструктура
Ближайшие предприятия торговли расположены в посёлке санатория «Озеро Белое». Там же находятся обслуживающие жителей деревни дом культуры, библиотека и отделение «Сбербанка России». Медицинское обслуживание жителей деревни обеспечивают Белоозёрская амбулатория, Коробовская участковая больница и Шатурская центральная районная больница. Ближайшее отделение скорой медицинской помощи расположено в Дмитровском Погосте. Начальное образование жители деревни получают в Белоозёрской начальной школе-детском саду, среднее — в Пышлицкой средней общеобразовательной школе.
Пожарную безопасность в деревне обеспечивают пожарные части № 275 (пожарные посты в селе Дмитровский Погост и деревне Евлево) и № 295 (пожарные посты в посёлке санатория «Озеро Белое» и селе Пышлицы).
Деревня электрифицирована и газифицирована. Центральное водоснабжение отсутствует, потребность в пресной воде обеспечивается общественными и частными колодцами.
Для захоронения умерших жители деревни, как правило, используют кладбище, расположенное около посёлка Фрол. До середины XX века рядом с кладбищем находилась Покровская церковь, в состав прихода которой входила деревня Югино.

## Транспорт и связь
Рядом с деревней проходит асфальтированная автомобильная дорога общего пользования Дубасово-Сычи-Пышлицы, на которой имеется остановочный пункт маршрутных автобусов «Югино».
Деревня связана автобусным сообщением с селом Дмитровский Погост и деревней Гришакино (маршрут № 40), а также с городом Москвой (маршрут № 327, «Перхурово — Москва (м. Выхино)»). Ближайшая железнодорожная станция Кривандино Казанского направления находится в 52 км по автомобильной дороге. Прямые автобусные маршруты до районного центра, города Шатуры, и станции Кривандино отсутствуют.
В деревне доступна сотовая связь (2G и 3G), обеспечиваемая операторами «Билайн», «МегаФон» и «МТС».
Ближайшее отделение почтовой связи, обслуживающее жителей деревни, находится в посёлке санатория «Озеро Белое».